# ماندارین ایرلاینز
ماندارین ایرلاینز (به انگلیسی: Mandarin Airlines) یک شرکت هواپیمایی با کد یاتا AE است که در تاریخ ۱ ژوئن ۱۹۹۱ میلادی تأسیس شده‌است. دفتر مرکزی ماندارین ایرلاینز در تایپه، تایوان واقع شده‌است و قطب این شرکت هواپیمایی در فرودگاه سونگشان تایپه قرار دارد و به ۳۴ مقصد، پرواز مستقیم انجام می‌دهد.
این شرکت به‌عنوان زیرمجموعه‌ای از شرکت هواپیمایی چاینا ایرلاینز، پروازهای داخلی، چارتر و کشورهای همسایه تایوان را پوشش می‌دهد و روزانه به تایوان، چین، مالزی، کره جنوبی، هنگ کنگ، فیلیپین و ویتنام، پروازهای مستقیم دارد.
شرکت مندرین ایرلاینز در سال ۱۹۹۱ توسط چاینا ایرلاینز راه‌اندازی شد. دفتر مرکزی این شرکت در شهر تایپه، تایوان قرار دارد و فرودگاه سونگشان تایپه، فرودگاه تیچون و فرودگاه بین‌المللی گاوشیونگ، قطب‌های این شرکت هواپیمایی را تشکیل می‌دهند.
بزرگترین سهام‌دار مندرین ایرلاینز شرکت چاینا ایرلاینز است. این شرکت در حال حاضر در ناوگان هوایی خود، دارای ۹ فروند هواپیمای جت مسافربری می‌باشد.

## مقصدهای پروازی
مقصدهای پروازی ماندارین ایرلاینز به شرح زیر است.

### کنونی
تایوان
- هوالین - فرودگاه هوالین
- کاوهسیونگ - فرودگاه بین‌المللی گاوشیونگ قطب
- کینمن - فرودگاه کینمن
- ماگونگ - فرودگاه ماگونگ
- تایچونگ - فرودگاه تیچون شهر کانونی
- تایپه:
  - فرودگاه سونگشان تایپه قطب
  - فرودگاه بین‌المللی تائویوان تایوان
- تایتونگ - فرودگاه تایتونگ

 چین
- چانگچون - فرودگاه بین‌المللی چانگچون لونگییا
- چانگشا - فرودگاه بین‌المللی چانگشا هوانگهوا
- فوجو - فرودگاه بین‌المللی فوژو چنگل
- هانگژو - فرودگاه بین‌المللی هانگجو ژیاشان
- نانجینگ - فرودگاه بین‌المللی نانجینگ لوکو
- نانگبو - فرودگاه بین‌المللی نینگبو لیشه
- شانتو- فرودگاه جییانگوشان
- شن‌یانگ - فرودگاه بین‌المللی شنینگ تخین
- ونژو - فرودگاه بین‌المللی ونچو یونگچیانگ
- ووشی - فرودگاه بین‌المللی سانن شوفانگ[۳]
- شیامن - فرودگاه بین‌المللی زیامن گائوچی
- یانچنگ - فرودگاه یانچنگ نانیانگ
- ژنگژو - فرودگاه بین‌المللی ژنگژو سین‌ژنگ

 هنگ کنگ
- فرودگاه بین‌المللی هنگ کنگ

 ژاپن
- ایشیگاکی، اوکیناوا - New Ishigaki Airport
- اوئیتا - فرودگاه اویتا چارتر(آغاز از ۱ سپتامبر ۲۰۱۶ میلادی)[۴]
- اوساکا - فرودگاه بین‌المللی کانزای چارتر
- توکیو - فرودگاه بین‌المللی ناریتا

 فیلیپین
- Kalibo - فرودگاه بین‌المللی کالیبو
- Laoag - فرودگاه بین‌المللی لاواگ
- سیبو - فرودگاه بین‌المللی مکتان-کبو چارتر[۵]

 کره جنوبی
- سئول - فرودگاه بین‌المللی اینچئون

 ویتنام
- هانوی - فرودگاه بین‌المللی نوا به
- هوشی‌مین - فرودگاه سایگون

### سابق
استرالیا
- بریزبن - فرودگاه بریزبن
- سیدنی - فرودگاه سیدنی

 کانادا
- ونکوور - فرودگاه بین‌المللی ونکوور

 آلمان
- فرانکفورت - فرودگاه بین‌المللی فرانکفورت

 هنگ کنگ
- فرودگاه کای تک

 ماکائو
- فرودگاه بین‌المللی ماکائو

 هلند
- آمستردام - فرودگاه اسخیپول آمستردام

 تایلند
- بانکوک - فرودگاه بین‌المللی دن موئنگ